# Paroisse de Sabine
 (août 2024).
Si vous disposez d'ouvrages ou d'articles de référence ou si vous connaissez des sites web de qualité traitant du thème abordé ici, merci de compléter l'article en donnant les références utiles à sa vérifiabilité et en les liant à la section « Notes et références ».
Pour les articles homonymes, voir Sabine.
La paroisse de Sabine (anglais : Sabine Parish) est une paroisse en Louisiane aux États-Unis d'Amérique. Elle est nommée d'après la Sabine. Le siège est la ville de Many. Elle était peuplée de 23 459 habitants en 2000. Elle a une superficie de 2 241 km2 de terre émergée et de 379 km2 d’eau. 
La paroisse est enclavée entre la paroisse de De Soto au nord, la paroisse des Natchitoches à l'est, la paroisse de Vernon au sud-est, le comté de Newton (Texas) au sud-ouest, le comté de Sabine (Texas) à l'ouest et le comté de Shelby (Texas) au nord-ouest.  

## Démographie
Lors du recensement de 2000, les 23 459 habitants de la paroisse se divisaient en 72,67 % de « Blancs », 16,87 % de « Noirs » et d’Afro-Américains, 7,79 % d’Amérindiens et 0,15 % d'Asiatiques, ainsi que 0,32 % de non-répertoriés ci-dessus et 2,18 % de personnes métissées. 
La paroisse comptait 0,86 % qui parle le français ou le français cadien à la maison, soit 190 personnes qui ont plus de cinq ans parlant au moins une fois par jour la « langue de Molière » .

## Municipalités
| - Converse - Fisher - Florien - Many | - Noble - Pleasant Hill - Zwolle |